# Oued Sikkâk
Oued Sikkâk är ett vattendrag i Algeriet.   Det ligger i provinsen Tlemcen, i den nordvästra delen av landet, 400 km väster om huvudstaden Alger.